# Kai Simons

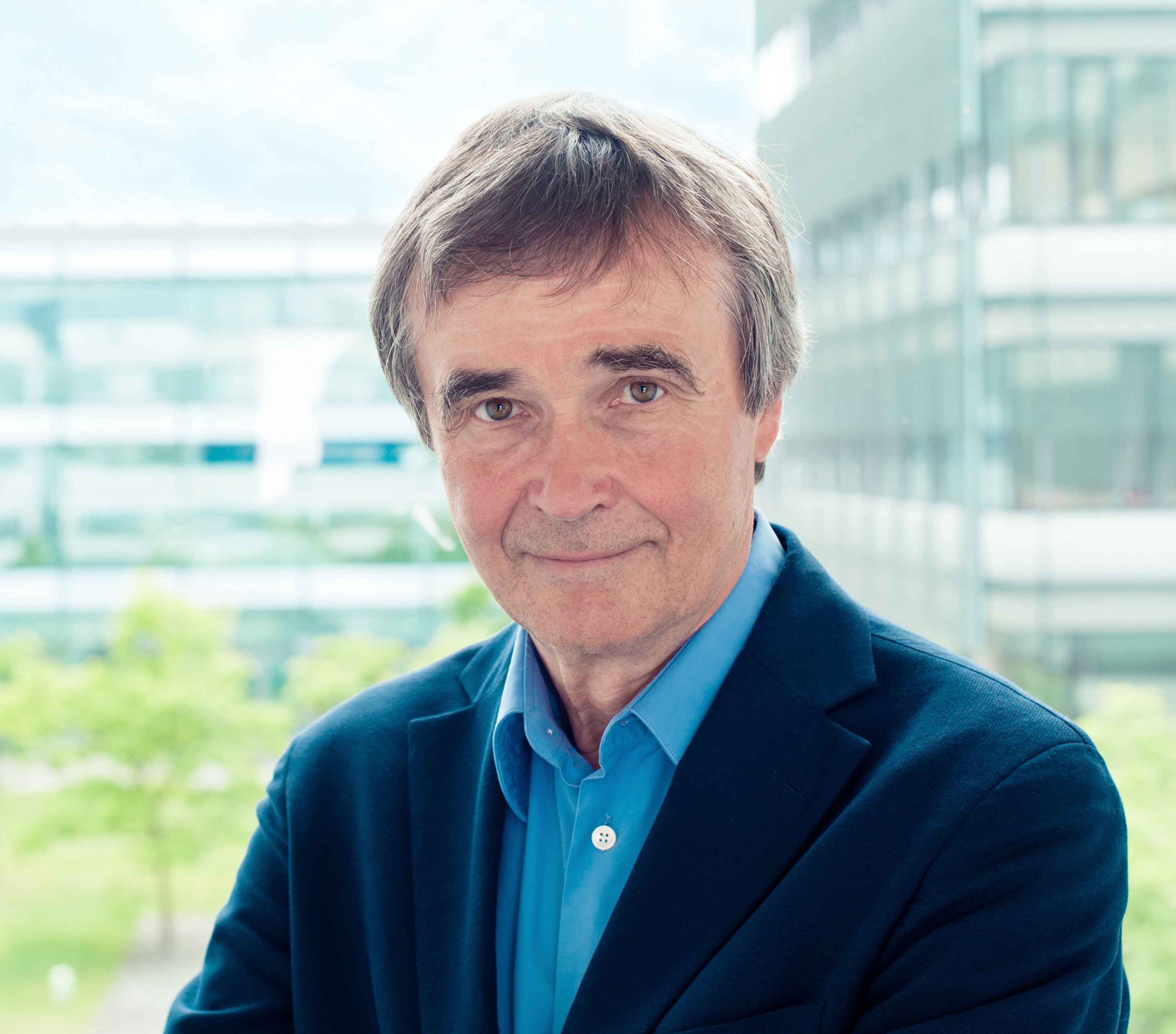
Kai Simons

Kai Lennart Simons (* 24. Mai 1938 in Helsinki) ist ein finnischer Mediziner und Biochemiker.

## Leben
Der Finnlandschwede Kai Simon besuchte die schwedischsprachige Åggelby Svenska Samskola in Helsingfors (finnisch Helsinki) und studierte Medizin an der Universität Helsinki, wo er im Jahr 1964 zum Doktor der Medizin (M.D.) promoviert wurde.
Von 1965 bis 1967 war er wissenschaftlicher Mitarbeiter an der Rockefeller University in New York. 1967 wechselte er als wissenschaftlicher Mitarbeiter an die Universität Helsinki, wo er 1972 Forschungsleiter wurde und von 1971 bis 1979 eine Professur für Biochemie innehatte. Als Gruppenleiter am European Molecular Biology Laboratory kam er 1975 nach Heidelberg. Dort arbeitete Simons von 1982 bis 1997 als Koordinator des Cell Biology Programme, wo er erstmals Lipid Rafts beschrieb.
1998 ging Kai Simons als einer der Initiatoren der Etablierung  des Max-Planck-Institut für molekulare Zellbiologie und Genetik (MPI-CBG) nach Dresden und wurde einer der fünf Gründungsdirektoren des Instituts. Seit 2007 ist er Direktor emeritus. Bis 2014 leitete er seine Forschungsgruppe. Seit 2012 ist er Geschäftsführer der der von ihm gegründeten Biotechnologiefirma Lipotype GmbH.
Simons ist mit Carola Simons verheiratet und hat drei Kinder. Mikael Simons arbeitet im Bereich der Neurobiologie in Tübingen, und Katja Simons hat einen Abschluss in Soziologie hinter sich. Matias Simons arbeitet im Bereich der Medizin.

## Wirken
Seine Forschungsschwerpunkte sind Zellmembranstruktur und -funktion, Intrazellulärer Transport von Proteinen und Lipiden, Epithelzellbiologie, Wechselwirkung von Viren mit Zellmembranen und Zellpolarität. Er fand heraus, dass viele Viren (wie Influenza-, Ebola-, HI-Viren und Masern) die Zelle über Lipid Rafts betreten und wieder verlassen.
Neben seiner wissenschaftlichen Arbeit engagiert sich Kai Simons für die Nachwuchs- und Frauenförderung in seinem Fachgebiet. Sein Ziel ist die Stärkung der kooperativen Zusammenarbeit in der Forschung. Zu diesem Zweck hob er die "European Life Scientist Organization" (ELSO) mit aus der Taufe, deren Präsident er auch war. In einem Artikel aus dem Jahr 2001 hat Simons seine Erfahrungen in der Wissenschaftspolitik zusammengefasst und etwa über das EMBL und ELSO berichtet. ELSO wurde 2008 mit der EMBO fusioniert.

## Ehrungen, Auszeichnungen, Mitgliedschaften
- 1975 Mitglied der European Molecular Biology Organisation
- 1978 Mitglied der Finnischen Wissenschaftlichen Gesellschaft
- 1984 Ehrendoktorwürde der Ruprecht-Karls-Universität Heidelberg
- 1987 Mitglied der Heidelberger Akademie der Wissenschaften
- 1989 Mitglied der Academia Europaea[9]
- 1990 Keith R. Porter Lecture
- 1991 Anders-Jahre-Preis
- 1993 Carl Zeiss Lecture der Deutschen Gesellschaft für Zellbiologie
- 1996 Dunham Lecturer der Harvard University
- 1996 Mitglied der American Academy of Arts and Sciences
- 1997 Runeberg-Preis, Finnland
- 1997 Mitglied der National Academy of Sciences
- 1998 Choh Hao Li Memorial Lecture der University of California, Berkeley
- 1998 Ehrendoktorwürde der Universität Oulu
- 1999 Mitglied der Deutschen Akademie der Naturforscher Leopoldina[10]
- 2001 Schleiden-Medaille der Leopoldina
- 2001 Ehrenmitgliedschaft der Deutschen Gesellschaft für Zellbiologie
- 2002 Hoppe-Seyler Lecture der Gesellschaft für Biochemie und Molekularbiologie
- 2003 Albert-Wander-Preis der Universität Bern
- 2003 Ayräpää Preis, Finnland
- 2003 Ehrendoktorwürde der Katholieke Universiteit Leuven
- 2004 Rudolf-Virchow-Medaille der Julius-Maximilians-Universität Würzburg
- 2005 Laurens van Deenen-Medaille der Universität Utrecht
- 2006 A. I. Virtanen Prize in Biochemistry
- 2006 Aufnahme in die Societas biochemica, biophysica et microbiologica Fenniae, Finnland
- 2007 Sächsischer Verdienstorden
- 2016 Robert-Koch-Medaille